# Gouverneur de Nouvelle-Galles du Sud
Le gouverneur de Nouvelle-Galles du Sud (en anglais : Governor of New South Wales) est le représentant dans l'État australien de la Nouvelle-Galles du Sud du chef de l'État Charles III, roi d'Australie. Le gouverneur effectue les mêmes tâches constitutionnelles et cérémonielles au niveau de l'État que le gouverneur général d'Australie au niveau fédéral.

## Histoire
Le poste de gouverneur de Nouvelle-Galles du Sud est le plus ancien poste constitutionnel d'Australie. Le capitaine Arthur Phillip est le premier titulaire du poste à partir du 7 février 1788, quand la colonie de la Nouvelle-Galles du Sud, la première installation britannique en Australie, a été officiellement fondée. Les premiers gouverneurs détiennent un pouvoir quasiment autocratique, dû à la distance avec la Grande-Bretagne et à la pauvreté des communications de l'époque, jusqu'en 1824 quand le conseil législatif de Nouvelle-Galles du Sud a été créé pour conseiller le gouverneur.
En accord avec le système de Westminster de gouvernement parlementaire, le gouverneur agit uniquement sur les conseils du Premier ministre de Nouvelle-Galles du Sud. Néanmoins, il a le pouvoir exceptionnel de la couronne et a le droit de démettre le Premier ministre. Ce pouvoir n'est exercé qu'une fois en 1932 lorsque Philip Game démet Jack Lang de ses fonctions.

## Liste des gouverneurs
1. Capitaine Arthur Phillip, 1788-1792
2. Capitaine John Hunter, 1795-1800
3. Capitaine Philip King, 1800-1806
4. Capitaine William Bligh, 1806-1808
5. Colonel William Paterson (faisant-fonction), 1809
6. Général de division Lachlan Macquarie, 1810-1821
7. Général de division Sir Thomas Brisbane, 1821-1825
8. Général de corps d'armée Ralph Darling, 1825-1831
9. Général de division Sir Richard Bourke, 1831-1837
10. Sir George Gipps, 1838-1846
11. Sir Charles Augustus FitzRoy, 1846-1855
12. Sir William Denison, 1855-1861
13. John Young, 1861-1867
14. Somerset Lowry-Corry, 1868-1872
15. Hercules Robinson, 1872-1879
16. Lord Augustus Loftus, 1879-1885
17. Charles Wynn-Carington, 1885-1890
18. Victor Child Villiers, 1891-1893
19. Sir Robert Duff, 1893-1895
20. Henry Brand, 1895-1899
21. William Lygon, 1899-1901
22. Amiral Sir Harry Rawson, 1902-1909
23. Frederic John Napier Thesiger, 1909-1913
24. Sir Gerald Strickland, 1913-1917
25. Sir Walter Davidson, 1918-1923
26. Amiral Sir Dudley de Chair, 1924-1930
27. Général Philip Game, 1930-1935
28. Général de brigade Sir Alexander Hore-Ruthven, 1935-1936
29. Amiral Sir David Anderson, 1936
30. John de Vere Loder, 1937-1946
31. Général Sir John Northcott, 1946-1957
32. Général de corps d'armée Sir Eric Woodward, 1957-1965
33. Sir Roden Cutler, 1966-1981
34. James Rowland, 1981-1989
35. Sir David Martin, 1989-1990
36. Peter Ross Sinclair, 1990-1996
37. Gordon Samuels, 1996-2001
38. Professeur Marie Bashir, 2001-2014
39. Général David Hurley, 2014-2019
40. Margaret Beazley, depuis 2019